# Ligne Roset

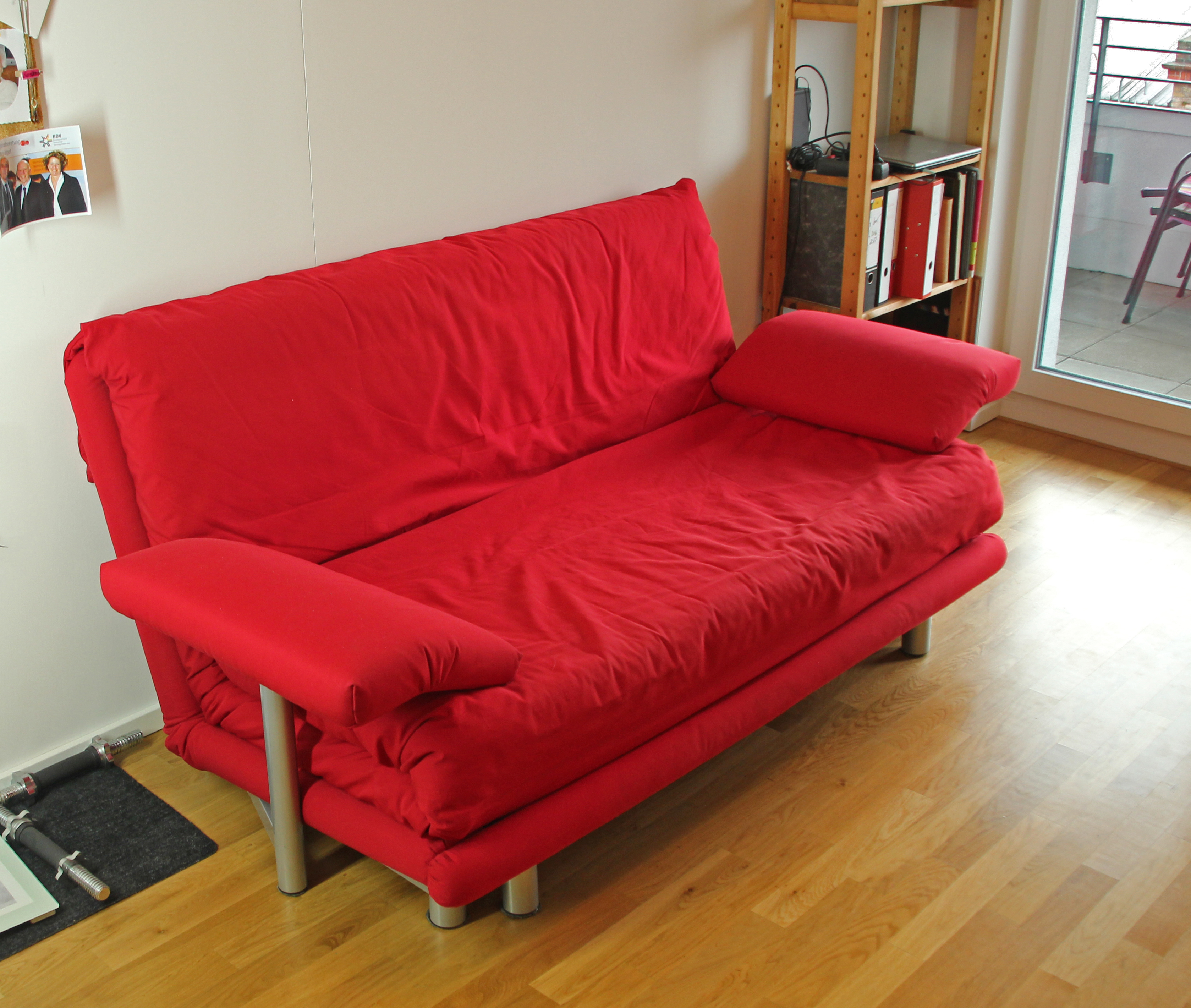
Ein Sofa von Ligne Roset

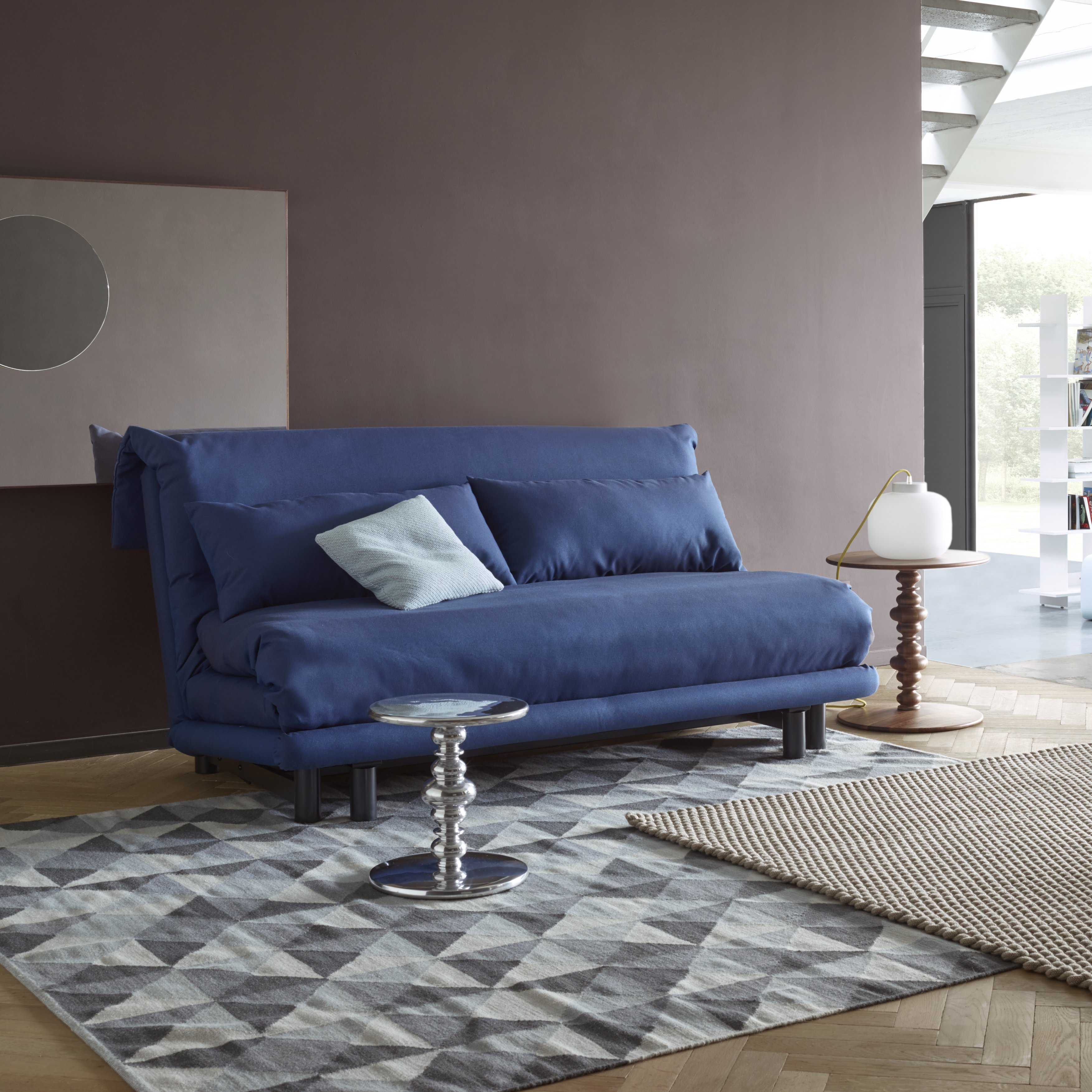
Ligne Roset MULTY Schlafsofa

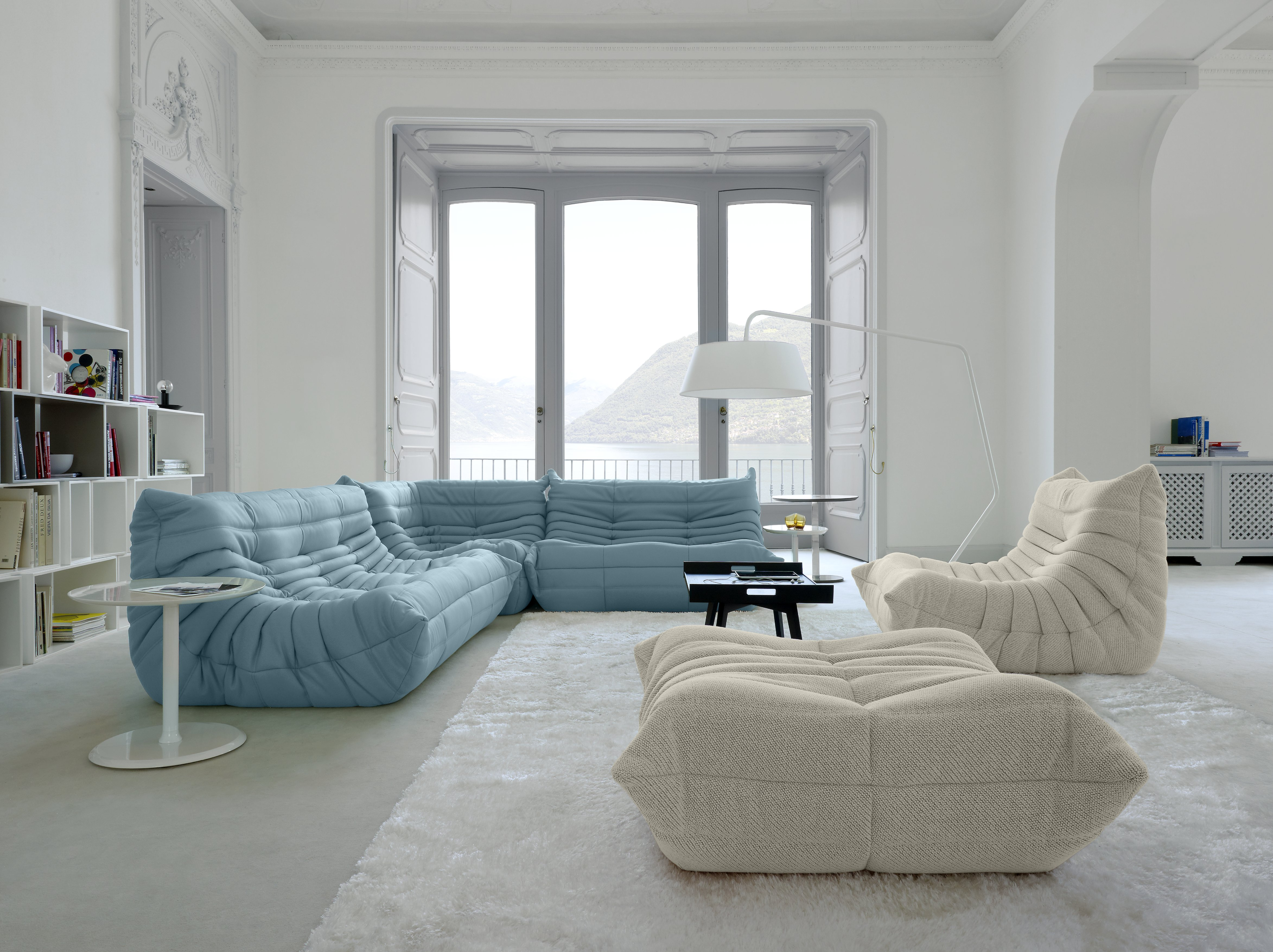
Ligne Roset TOGO

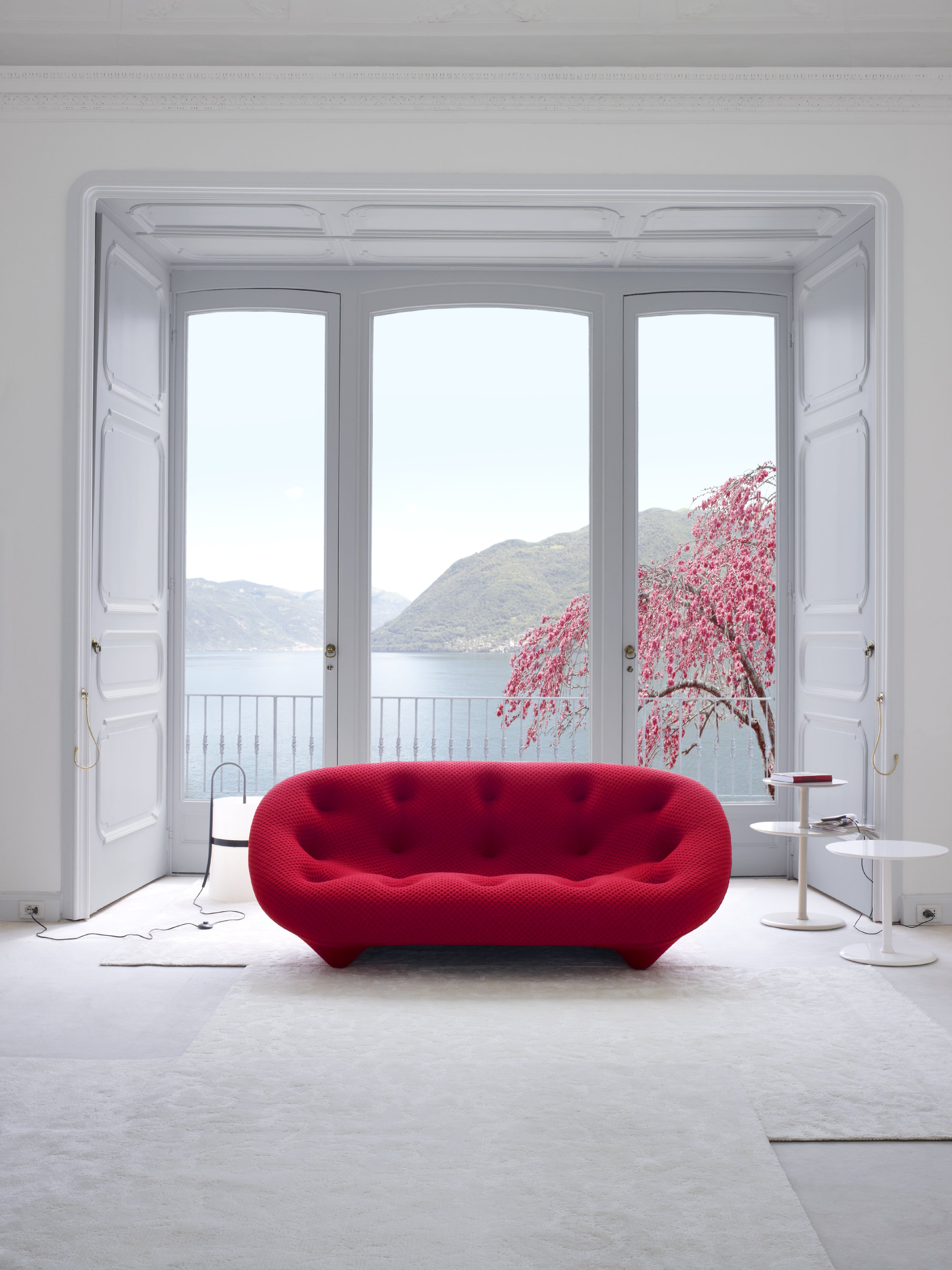
Ligne Roset PLOUM

Ligne Roset, unter Roset SA firmierend, ist ein französischer Möbelhersteller mit Sitz in Briord im Département Ain. 

## Geschichte
Der Vorläufer des Unternehmens wurde 1860 von Antoine Roset in Montagnieu gegründet, 1973 wurde der Firmensitz ins nahe Briord verlagert. Roset, ein Forstwirt, produzierte in seinem holzverarbeitenden Betrieb zunächst Regenschirm- und Spazierstöcke sowie Sprossen für Stühle. In der Nachkriegszeit verlagerte das Unternehmen unter Führung von Jean Roset, einem Enkel des Gründers, den Produktionsschwerpunkt auf Möbel für öffentliche Einrichtungen. So wurden beispielsweise Schulen und Altenheime mit entsprechendem Mobiliar ausgestattet. Diese Branche blieb bis in die 60er Jahre ein Standbein der Firma. Unter den Söhnen Jeans, Pierre und Michel, fokussierte man sich in den späten 60er und frühen 70er Jahren zunehmend auf Privatkunden. Auf das Jahr 1973 fällt der offizielle Eintrag der Marke Ligne Roset, im Zuge dessen das Sitzmöbel Togo auf den Markt gebracht wurde. Von nun an wurde von der Unternehmensleitung ein großes Augenmerk auf das Design gelegt. Für den Entwurf des heute als Designikone geltenden Möbelstücks zeichnete der Innenarchitekt Michel Ducaroy verantwortlich.  
In heutiger Zeit ist Ligne Roset stark exportorientiert und weltweit vertreten, der Anteil des Exports macht etwa 70 % des Gesamtumsatzes aus. Im Jahr 2019 machte das Unternehmen einen Umsatz von rund 86 Millionen Euro.
In Deutschland wurde erstmals 1967 eine Niederlassung gegründet; heute ist Ligne Roset durch die Roset Möbel GmbH mit Sitz in Gundelfingen bei Freiburg im Breisgau vertreten.

## Produktpalette
Das Produktportfolio reicht von Betten, Sofas und Stühlen zu Teppichen und Vasen. Das Unternehmen bietet Produkte aus den Bereichen Wohnen, Essen, Schlafen, Arbeiten, Leuchten, Stylen und Outdoor an.